# Leandro Albano
Leandro Micael Gomes Albano (sinh ngày 26 tháng 5 năm 1992 ở Lisbon) là một cầu thủ bóng đá người Bồ Đào Nha thi đấu cho Freamunde ở vị trí hậu vệ phải.

## Sự nghiệp bóng đá
Sau khi thi đấu ở hệ thống trẻ Sporting, anh không được nhận bản hợp đồng chuyên nghiệp, do đó anh đầu quân cho Mafra vào tháng 8 năm 2011. Mùa giải tiếp theo, anh chuyển đến Braga, anh ra mắt chuyên nghiệp ngày 7 tháng 10 năm 2012 trong trận đấu trước Penafiel. Sau 2 mùa giải, anh trở lại Lisbon, gia nhập Atletico CP.